# Scoring (Marketing)
Unter Scoring versteht man im Marketing den Einsatz mathematisch-statistischer Modelle zur Berechnung von Prognosewerten bezüglich bestimmter Eigenschaften oder wahrscheinlichem Verhalten bestehender und potenzieller Kunden, Marktgebiete oder Standorte. Als Datengrundlage dienen Kundendatenbanken wie CRM-Systeme oder, im Geomarketing, auch Geodaten.
Statistische Verfahren für Scoring-Modelle sind zum Beispiel Small-Area-Methoden oder die Regressionsanalyse.
Das Scoring im Marketing ist zu unterscheiden vom Kreditscoring. 